# Route nationale 699
Pour les articles homonymes, voir Route 699.
La route nationale 699 ou RN 699 était une route nationale française reliant Séreilhac (Haute-Vienne) à Saint-Dizant-du-Bois (Charente-Maritime).
À la suite de la réforme de 1972, elle a été déclassée en route départementale 699 (RD 699).

## Ancien tracé de Chez Quinque à Pérou (D 699)

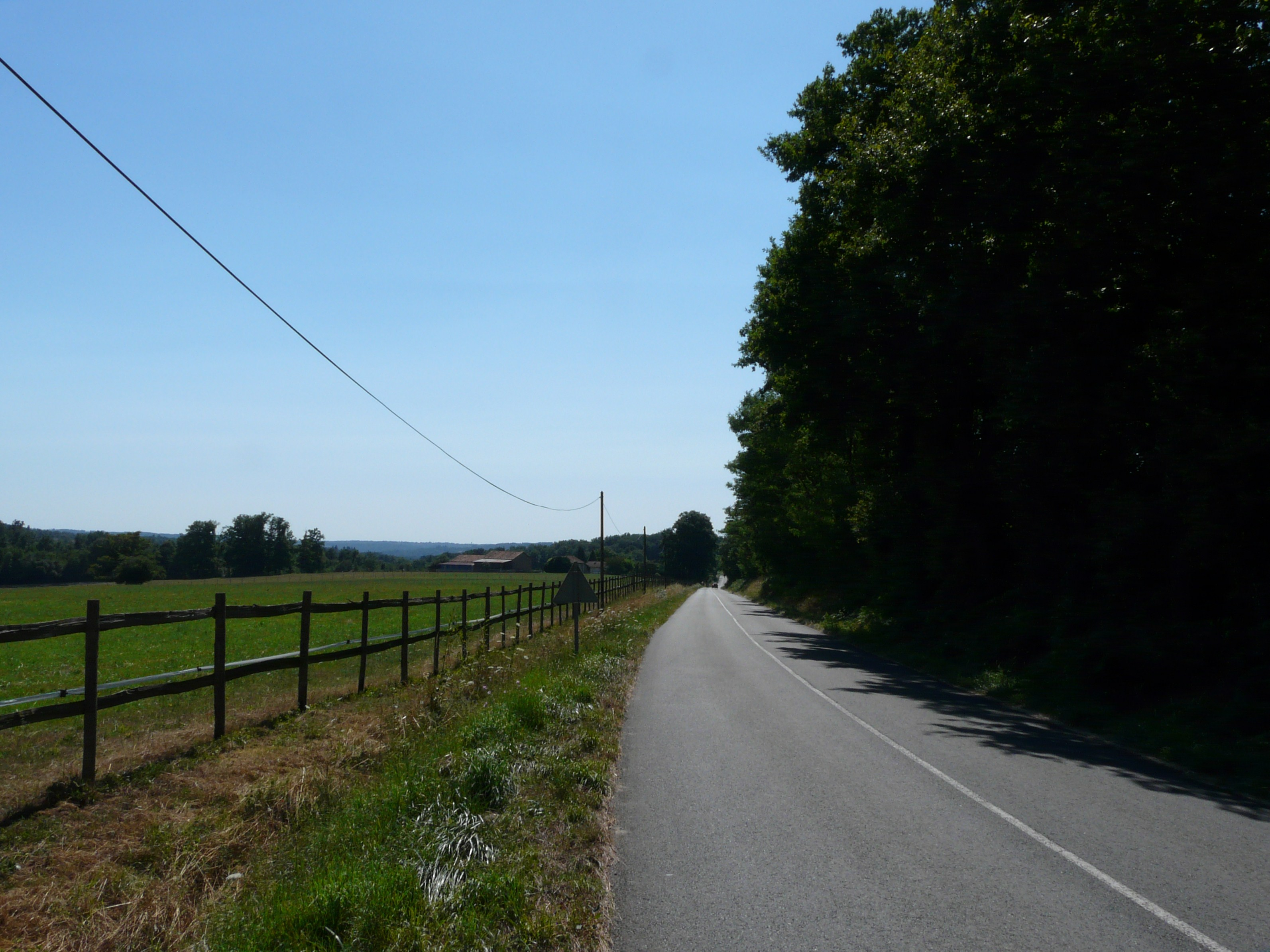
La RD 699 à Busserolles, seule commune de Dordogne de son parcours.

### Haute-Vienne
- Chez Quinque, commune de Séreilhac
- Gorre
- Cussac
- Saint-Mathieu
- Maisonnais-sur-Tardoire

### Dordogne
- commune de Busserolles

### Charente
- Montbron
- Vouthon
- Pranzac
- Mornac
- Touvre
- Magnac-sur-Touvre
- L'Isle-d'Espagnac
- Angoulême
- Saint-Michel
- Nersac
- Châteauneuf-sur-Charente
- Bonneuil
- Lignières-Sonneville
- Ambleville

### Charente-Maritime
- Archiac
- Arthenac
- Réaux
- Jonzac
- Saint-Hilaire-du-Bois
- Nieul-le-Virouil
- Pérou, commune de Saint-Dizant-du-Bois